# Чекя-Бясь
Чекя-Бясь, Чеке-Бясь — обезлюдевшее село (ранее посёлок) в Горном улусе Якутии (Россия). Входит в состав Кировского наслега.

## География
Село расположено в центральной части региона, в 15 км от центра улуса — села Бердигестях и в 15 км от центра наслега — села Асыма.

## История
Согласно Закону Республики Саха (Якутия) от 30 ноября 2004 года N 173-З N 353-III село вошло в образованное муниципальное образование Кировский наслег.

## Население
| 2002 | 2010 | 2021 |
| ---- | ---- | ---- |
| 0    | →0   | →0   |

## Инфраструктура
Было развито животноводство.

## Транспорт
В полукилометре от села проходит федеральная автотрасса «Вилюй».